# Christian Lionel Díaz
Christian Lionel Díaz (Florencio Varela, 12 de maig de 1976) és un futbolista argentí que ocupa la posició de defensa.
Comença la seua carrera amb Independiente el 1995. Eixe mateix any es proclama campió amb el seu país del Mundial Juvenil, al derrotar el Brasil per 2 a 0. Tot i aquest èxit, no va arribar a debutar amb l'absoluta.
Durant cinc anys va ser una peça important per als d'Avellaneda, fins que el 2000 dona el salt a Europa per militar a la Udinese Calcio italiana. A l'any següent hi marxa a la competició espanyola, on, entre Primera i Segona Divisió, hi juga amb cinc equips en cinc anys.
El 2005 hi retorna al seu país per militar a l'Olimpo i a Huracán. El 2007 fitxa per l'Arsenal de Sarandí, amb qui guanya la Copa Sudamericana d'eixe mateix any. Es retirà en aquest equip després de sofrir diverses lesions.